# Samba de Ouro
O Samba de Ouro (Samba d’Or) é um prêmio criado pelo Sambafoot, que consagra a cada ano o melhor jogador brasileiro que atua na Europa. A primeira edição aconteceu em 2008. Trinta jogadores concorrem ao título.
Os eleitores do Samba de Ouro integram três grupos distintos: o primeiro constituído pelos internautas do site Sambafoot.com; o segundo, constituído por um grupo de onze “grandes eleitores“, todos profissionais do futebol brasileiro, escolhidos pela publicação Sambafoot; o terceiro, constituído pelos membros da do Sambafoot.
Em 2021, foi adicionado o prêmio feminino, que premia a melhor jogadora brasileira, e em 2022, o melhor jogador sub-20.
O ex-jogador do Milan, Kaká,venceu a primeira edição com 25% dos votos. O maior ganhador é Neymar, com 6 títulos — e também o com mais indicações, com 9 ao todo.

## História
- Em 2008, o vencedor foi o meio-campista do Milan Kaká. Robinho do Manchester City e Luís Fabiano do Sevilla, ficaram em segundo e terceiro lugar na votação, respectivamente. Houve 30 indicações. A votação ocorreu de 1 a 30 de dezembro. Kaká obteve 25,03% dos votos, com 14,34% para Robinho e 13,65% para Fabiano.[5]
- Em 2009, Luís Fabiano (20,91%) do Sevilla ganhou o troféu à frente de Júlio César (17,58%), da Internazionale, e Kaká (16,35%), do Real Madrid.[6]
- Em 2010, quem venceu o prêmio foi Maicon (12,60%) da Internazionale a frente de Hernanes (10,76%), da Lazio, e Thiago Silva (9,56%), do Milan.[7][8]
- Em 2011, o defensor do Milan Thiago Silva (16,33%) ganhou o prêmio ficando a frente de Daniel Alves (15,56%), do Barcelona, e Hulk (14,41%), do Porto.[9][10]
- Em 2012, o defensor do Paris Saint-Germain Thiago Silva (17,70%) recebeu o prêmio, tendo em segundo lugar Ramires (17,04%), do Chelsea, e Willian (10,19%), do Shakhtar Donetsk, em terceiro.[11]
- Em 2013, Thiago Silva, do [[Paris Saint-Germain|Paris Saint-Germain]], ganhou o prêmio pelo terceiro ano consecutivo, batendo Dante, do Bayern de Munique, e Oscar, do Chelsea.[12]
- Em 2014, Neymar, do Barcelona, ganhou o prêmio pela primeira vez com uma porcentagem recorde de votos, vencendo Miranda, do Atlético de Madrid, e Felipe Melo, do Galatasaray.[13]
- Em 2015, Neymar, do Barcelona, ganhou o prêmio pelo segundo ano consecutivo, vencendo Douglas Costa, do Bayern de Munique, e Felipe Melo, da Internazionale.[14]
- Em 2016, Philippe Coutinho, do Liverpool, ganhou o prêmio pela primeira vez, terminando o reinado de dois anos de Neymar, do Barcelona, que ficou em segundo, com Casemiro, do Real Madrid, em terceiro.[15]
- Em 2017, Neymar, do Paris Saint-Germain, venceu o premio pela terceira vez em quatro anos, com Philippe Coutinho, do Liverpool, em segundo e Marcelo, do Real Madrid, em terceiro.[16]
- Em 2018, Roberto Firmino, do Liverpool, ganhou o prêmio pela primeira vez, com Marcelo, do Real Madrid, em segundo e Neymar, do Paris Saint-Germain, em terceiro.[17]
- Em 2019, Alisson Becker, do Liverpool, ganhou o prêmio pela primeira vez, tornando-se o primeiro goleiro a ganhar o prêmio, e tendo Roberto Firmino, do Liverpool, em segundo e Thiago Silva, do Paris Saint-Germain, em terceiro. [18]
- Em 2020, Neymar, do Paris Saint-Germain, ganhou o prêmio pela quarta vez sendo o maior ganhador do prêmio, tendo Bruno Guimarães, do Lyon, em segundo e Casemiro, do Real Madrid, em terceiro.[19]
- Em 2021, Neymar, do Paris Saint-Germain, ganhou o prêmio pela quinta vez, com Vinicius Junior, do Real Madrid, em segundo e Lucas Veríssimo, do Benfica, em terceiro. Giovana Queiroz, do Barcelona, venceu a primeira edição do prêmio feminino, com Ludmila, do Atlético de Madrid, em segundo e Gabi Nunes, do Madrid CFF, em terceiro.[20]
- Em 2022, Neymar, do Paris Saint-Germain, ganhou o prêmio pela sexta vez, e a terceira consecutiva, com Lucas Paquetá, do West Ham, em segundo e Bruno Guimarães, do Newcastle, em terceiro. Debinha, do North Carolina Courage, venceu o prêmio feminino, com Giovana Queiroz, do Arsenal, em segundo e Geyse Ferreira, do Barcelona, em terceiro. Endrick, do Palmeiras, venceu a primeira edição do melhor jogador sub-20, com Matheus França, do Flamengo, em segundo e Vitor Roque, do Athletico Paranaense, em terceiro.[21]
- Em 2023, Vinicius Junior, do Real Madrid, ganhou o prêmio pela primeira vez, encerrando o reinado de três anos de Neymar, do Paris Saint-Germain, que ficou em segundo, com Marquinhos, do Paris Saint-Germain, em terceiro. Tamires, do Corinthians, venceu o prêmio feminino, tendo Bia Zaneratto, do Palmeiras, em segundo e Debinha, do Kansas City Current, em terceiro. Marcos Leonardo, do Santos, venceu o prêmio sub-20, com Endrick, do Palmeiras, em segundo e Vitor Roque, do Athletico Paranaense, em terceiro.[22]
- Em 2024, Vinicius Junior, do Real Madrid, ganhou o prêmio pelo segundo ano seguido, com Pedro, do Flamengo, em segundo e Rodrygo, do Real Madrid, em terceiro. Tamires, do Corinthians, venceu o prêmio feminino pelo segundo ano seguido, tendo Gabi Portilho, do Corinthians, em segundo e Ludmila, do Chicago Red Stars, em terceiro. Wesley, do Corinthians, venceu o prêmio sub-20, com Lucas Beraldo, do Paris Saint-Germain, em segundo e Endrick, do Real Madrid, em terceiro.[23]

## Vencedores

### Masculino
| Ano  | Primeiro          | Clube               | Resultado | Segundo           | Clube               | Resultado | Terceiro        | Clube               | Resultado |
| ---- | ----------------- | ------------------- | --------- | ----------------- | ------------------- | --------- | --------------- | ------------------- | --------- |
| 2008 | Kaká              | Milan               | 25.03%    | Robinho           | Manchester City     | 14.34%    | Luís Fabiano    | Sevilla             | 13.65%    |
| 2009 | Luís Fabiano      | Sevilla             | 20.91%    | Júlio César       | Internazionale      | 17.58%    | Kaká            | Real Madrid         | 16.35%    |
| 2010 | Maicon            | Internazionale      | 12.60%    | Hernanes          | Lazio               | 10.76%    | Thiago Silva    | Milan               | 9.56%     |
| 2011 | Thiago Silva      | Milan               | 16.33%    | Daniel Alves      | Barcelona           | 15.56%    | Hulk            | Porto               | 14.41%    |
| 2012 | Thiago Silva      | Paris Saint-Germain | 17.70%    | Ramires           | Chelsea             | 17.04%    | Willian         | Shakhtar Donetsk    | 10.19%    |
| 2013 | Thiago Silva      | Paris Saint-Germain | 24.19%    | Dante             | Bayern de Munique   | 14.63%    | Oscar           | Chelsea             | 8.20%     |
| 2014 | Neymar            | Barcelona           | 29.20%    | Miranda           | Atlético de Madrid  | 16.39%    | Felipe Melo     | Galatasaray         | 16.01%    |
| 2015 | Neymar            | Barcelona           | 37.87%    | Douglas Costa     | Bayern de Munique   | 13.00%    | Felipe Melo     | Internazionale      | 9.39%     |
| 2016 | Philippe Coutinho | Liverpool           | 32.13%    | Neymar            | Barcelona           | 27.88%    | Casemiro        | Real Madrid         | 13.35%    |
| 2017 | Neymar            | Paris Saint-Germain | 27.71%    | Philippe Coutinho | Liverpool           | 16.64%    | Marcelo         | Real Madrid         | 14.43%    |
| 2018 | Roberto Firmino   | Liverpool           | 21.79%    | Marcelo           | Real Madrid         | 20.51%    | Neymar          | Paris Saint-Germain | 18.67%    |
| 2019 | Alisson Becker    | Liverpool           | 35.54%    | Roberto Firmino   | Liverpool           | 23.48%    | Thiago Silva    | Paris Saint-Germain | 10.46%    |
| 2020 | Neymar            | Paris Saint-Germain |           | Bruno Guimarães   | Lyon                |           | Casemiro        | Real Madrid         |           |
| 2021 | Neymar            | Paris Saint-Germain | 42.77%    | Vinícius Júnior   | Real Madrid         | 14.45%    | Lucas Veríssimo | Benfica             | 10.65%    |
| 2022 | Neymar            | Paris Saint-Germain | 40.46%    | Lucas Paquetá     | West Ham            | 14.55%    | Bruno Guimarães | Newcastle           | 13.31%    |
| 2023 | Vinicius Junior   | Real Madrid         |           | Neymar            | Paris Saint-Germain |           | Marquinhos      | Paris Saint-Germain |           |
| 2024 | Vinicius Junior   | Real Madrid         |           | Pedro             | Flamengo            |           | Rodrygo         | Real Madrid         |           |

### Feminino
| Ano  | Primeiro    | Clube                  | Resultado | Segundo       | Clube           | Resultado | Terceiro       | Clube               | Resultado |
| ---- | ----------- | ---------------------- | --------- | ------------- | --------------- | --------- | -------------- | ------------------- | --------- |
| 2021 | Gio Queiroz | UD Levante             | 31.13%    | Ludmila       | Atlético Madrid | 14.45%    | Gabi Nunes     | Madrid CFF          | 8.81%     |
| 2022 | Debinha     | North Carolina Courage | 15.59%    | Gio Queiroz   | Arsenal         | 10.08%    | Geyse Ferreira | Barcelona           |           |
| 2023 | Tamires     | Corinthians            |           | Bia Zaneratto | Palmeiras       |           | Debinha        | Kansas City Current |           |
| 2024 | Tamires     | Corinthians            |           | Gabi Portilho | Corinthians     |           | Ludmila        | Chicago Red Stars   |           |

### Sub-20
| Ano  | Primeiro        | Clube       | Resultado | Segundo        | Clube                | Resultado | Terceiro    | Clube                | Resultado |
| ---- | --------------- | ----------- | --------- | -------------- | -------------------- | --------- | ----------- | -------------------- | --------- |
| 2022 | Endrick         | Palmeiras   | 28.39%    | Matheus França | Flamengo             | 10.75%    | Vitor Roque | Athletico Paranaense | 10.13%    |
| 2023 | Marcos Leonardo | Santos      |           | Vitor Roque    | Athletico Paranaense |           | Endrick     | Palmeiras            |           |
| 2024 | Wesley          | Corinthians |           | Lucas Beraldo  | Paris Saint-Germain  |           | Endrick     | Real Madrid          |           |

### Por jogador
| Posição | Jogador           | Primeiro | Segundo | Terceiro | Total |
| ------- | ----------------- | -------- | ------- | -------- | ----- |
| 1.      | Neymar            | 6        | 2       | 1        | 9     |
| 2.      | Thiago Silva      | 3        | 0       | 2        | 5     |
| 3.      | Vinicius Junior   | 2        | 1       | 0        | 3     |
| 4       | Philippe Coutinho | 1        | 1       | 0        | 2     |
| 4       | Roberto Firmino   | 1        | 1       | 0        | 2     |
| 5.      | Kaká              | 1        | 0       | 1        | 2     |
| 5.      | Luís Fabiano      | 1        | 0       | 1        | 2     |
| 7.      | Maicon            | 1        | 0       | 0        | 1     |
| 7.      | Alisson Becker    | 1        | 0       | 0        | 1     |
| 9.      | Marcelo           | 0        | 1       | 1        | 2     |
| 9.      | Bruno Guimarães   | 0        | 1       | 1        | 2     |
| 11.     | Robinho           | 0        | 1       | 0        | 1     |
| 11.     | Júlio César       | 0        | 1       | 0        | 1     |
| 11.     | Hernanes          | 0        | 1       | 0        | 1     |
| 11.     | Daniel Alves      | 0        | 1       | 0        | 1     |
| 11.     | Ramires           | 0        | 1       | 0        | 1     |
| 11.     | Dante             | 0        | 1       | 0        | 1     |
| 11.     | Miranda           | 0        | 1       | 0        | 1     |
| 11.     | Douglas Costa     | 0        | 1       | 0        | 1     |
| 11.     | Lucas Paquetá     | 0        | 1       | 0        | 1     |
| 11.     | Pedro             | 0        | 1       | 0        | 1     |
| 21.     | Felipe Melo       | 0        | 0       | 2        | 2     |
| 21.     | Casemiro          | 0        | 0       | 2        | 2     |
| 23.     | Hulk              | 0        | 0       | 1        | 1     |
| 23.     | Willian           | 0        | 0       | 1        | 1     |
| 23.     | Oscar             | 0        | 0       | 1        | 1     |
| 23.     | Lucas Veríssimo   | 0        | 0       | 1        | 1     |
| 23.     | Marquinhos        | 0        | 0       | 1        | 1     |
| 23.     | Rodrygo           | 0        | 0       | 1        | 1     |

### Por clube masculino
| Posição | Clube               | Primeiro | Segundo | Terceiro | Total |
| ------- | ------------------- | -------- | ------- | -------- | ----- |
| 1.      | Paris Saint-Germain | 6        | 1       | 3        | 10    |
| 2.      | Liverpool           | 3        | 2       | 0        | 5     |
| 3.      | Real Madrid         | 2        | 2       | 5        | 9     |
| 4.      | Barcelona           | 2        | 2       | 0        | 4     |
| 5.      | Milan               | 2        | 0       | 1        | 3     |
| 6.      | Internazionale      | 1        | 1       | 1        | 3     |
| 7.      | Sevilla             | 1        | 0       | 1        | 2     |
| 8.      | Bayern de Munique   | 0        | 2       | 0        | 2     |
| 9.      | Chelsea             | 0        | 1       | 1        | 2     |
| 10.     | Manchester City     | 0        | 1       | 0        | 1     |
| 10.     | Lazio               | 0        | 1       | 0        | 1     |
| 10.     | Atlético de Madrid  | 0        | 1       | 0        | 1     |
| 10.     | Lyon                | 0        | 1       | 0        | 1     |
| 10.     | West Ham            | 0        | 1       | 0        | 1     |
| 10.     | Flamengo            | 0        | 1       | 0        | 1     |
| 15.     | Porto               | 0        | 0       | 1        | 1     |
| 15.     | Shakhtar Donetsk    | 0        | 0       | 1        | 1     |
| 15.     | Galatasaray         | 0        | 0       | 1        | 1     |
| 15.     | Benfica             | 0        | 0       | 1        | 1     |
| 15.     | Newcastle           | 0        | 0       | 1        | 1     |

### Por jogadora
| Posição | Jogadora        | Primeiro | Segundo | Terceiro | Total |
| ------- | --------------- | -------- | ------- | -------- | ----- |
| 1.      | Tamires         | 2        | 0       | 0        | 2     |
| 2.      | Giovana Queiroz | 1        | 1       | 0        | 2     |
| 3.      | Debinha         | 1        | 0       | 1        | 2     |
| 4       | Ludmila         | 0        | 1       | 1        | 2     |
| 5.      | Bia Zaneratto   | 0        | 1       | 0        | 1     |
| 5.      | Gabi Portilho   | 0        | 1       | 0        | 1     |
| 7.      | Gabi Nunes      | 0        | 0       | 1        | 1     |
| 7.      | Geyse           | 0        | 0       | 1        | 1     |

### Por clube feminino
| Posição | Clube                  | Primeiro | Segundo | Terceiro | Total |
| ------- | ---------------------- | -------- | ------- | -------- | ----- |
| 1.      | Corinthians            | 2        | 1       | 0        | 3     |
| 2.      | UD Levante             | 1        | 0       | 0        | 1     |
| 2.      | North Carolina Courage | 1        | 0       | 0        | 1     |
| 4.      | Atlético Madrid        | 0        | 1       | 0        | 1     |
| 4.      | Arsenal                | 0        | 1       | 0        | 1     |
| 4.      | Palmeiras              | 0        | 1       | 0        | 1     |
| 7.      | Madrid CFF             | 0        | 0       | 1        | 1     |
| 7.      | Barcelona              | 0        | 0       | 1        | 1     |
| 7.      | Kansas City Current    | 0        | 0       | 1        | 1     |
| 7.      | Chicago Red Stars      | 0        | 0       | 1        | 1     |

### Por jogador Sub-20
| Posição | Jogador         | Primeiro | Segundo | Terceiro | Total |
| ------- | --------------- | -------- | ------- | -------- | ----- |
| 1.      | Endrick         | 1        | 1       | 1        | 3     |
| 2.      | Marcos Leonardo | 1        | 0       | 0        | 1     |
| 2.      | Wesley          | 1        | 0       | 0        | 1     |
| 4       | Vitor Roque     | 0        | 1       | 1        | 2     |
| 5.      | Matheus França  | 0        | 0       | 1        | 1     |
| 5.      | Lucas Beraldo   | 0        | 0       | 1        | 1     |

### Por clube Sub-20
| Posição | Clube                | Primeiro | Segundo | Terceiro | Total |
| ------- | -------------------- | -------- | ------- | -------- | ----- |
| 1.      | Palmeiras            | 1        | 1       | 0        | 2     |
| 2.      | Santos               | 1        | 0       | 0        | 1     |
| 2.      | Corinthians          | 1        | 0       | 0        | 1     |
| 4.      | Athletico Paranaense | 0        | 1       | 1        | 2     |
| 5.      | Flamengo             | 0        | 1       | 0        | 1     |
| 5.      | Paris Saint-Germain  | 0        | 1       | 0        | 1     |
| 7.      | Real Madrid          | 0        | 0       | 1        | 1     |